# 7133 Касахара
7133 Касахара (7133 Kasahara) — астероїд головного поясу, відкритий 15 жовтня 1993 року.
Тіссеранів параметр щодо Юпітера — 3,475.
Названо на честь астронома-аматора Касахари Сіна (яп. かさはら・しん(笠原紳) касахара сін).